# Tot Taylor
Tot Taylor (* in Cambridge, England) ist ein britischer Songwriter, Musiker, Komponist, Musikproduzent, Arrangeur, Autor und Galerist.

## Biografie
Bereits mit 10 Jahren spielte Taylor Gitarre und schrieb Songs, mit 13 lernte er Klavier zu spielen. Seine erste Gruppe während der Schulzeit, „A Special Moment“, nahm für Island Records die Single Let’s Socialize auf, die jedoch nie veröffentlicht wurde. Seine nächste Gruppe hieß „Advertising“ mit Simon Boswell an der Gitarre; sie brachten zwei Singles und ein Album namens Jingles heraus.
Bei Blackhill Enterprises startete Taylor eine Solokarriere. Hier veröffentlichte er 1981 drei Singles und das Album Playtime als „Tot Taylor and his Orchestra“. 1983 folgten zwei weitere Singles und das zweite Album The Inside Story unter dem Namen „Tot Taylor“. In den nächsten Jahren erschienen drei weitere Alben: Box-office Poison (1986), My Blue Period (1987) und Menswear Pt1 (1988).
In dieser Zeit begann Taylor, als Songwriter für andere Künstler zu arbeiten. Er gründete das Musiklabel The Compact Organization, auf dem das Debütalbum Shiver der schwedischen Sängerin Virna Lindt erschien, gemeinsam geschrieben und produziert von Taylor und Lindt.
Unter dem Pseudonym „Teddy Johns“ schrieb Taylor alle Stücke für Mari Wilsons Debütalbum Showpeople, das die Top-30 der UK-Album-Charts erreichte. Die ausgekoppelte Single Just What I Always Wanted stieg bis auf Platz 8 der UK-Single-Charts.
Als Theater- und Filmkomponist und Arrangeur arbeitete Tayler in Los Angeles und für die BBC. Unter anderem komponierte er eine sechsstündige Klavierpartitur für das achtstündige Theaterstück „Picasso’s Women“. Er schrieb Musik für Kino- und Fernsehfilme sowie Videospiele.
Taylor veröffentlichte zwei Instrumentalalben: Music for the Left Handed (mit Mick Bass) und Waterland. Er produzierte eine Zusammenstellung moderner Interpretationen der Musik von Bach mit dem Titel Bachology.
2003 gründete Taylor mit Virginia Damsta die Kunstgalerie Riflemaker in Soho. Die Galerie zeigte unter anderem Werke von William S. Burroughs, Juan Fontanive, Judy Chicago, Liliane Lijn, Wen Wu, Penelope Slinger, Chosil Kil und Leah Gordon.
Taylor schrieb mehrere Bücher über bildende Kunst und Künstler, darunter Me as Him über Gavin Turk und Andy Warhol, Analog (trends in Sound & Picture) und Indica über die legendäre Kunstgalerie der 1960er. Sein Debütroman The Story of John Nightly erschien 2017 (unter gleichem Titel auf Deutsch 2019).
Nach einer 15-jährigen Pause von der Musik begann Taylor 2019 wieder, Musik aufzunehmen. Im Interview mit dem Online-Radiosender ByteFM erklärte Taylor, er brauche einen Anlass, ins Studio zu gehen. Bei seiner ersten Single Yoko, Oh war das John Lennons Song Oh Yoko!. Tot Taylor fand, das Stück über Yoko Ono hätte einen Antwortsong verdient. Er hatte als Galerist mit Ono gearbeitet. Im selben Jahr schrieb und produzierte Taylor auch wieder Musik für Virna Lindt, deren Single Avant Garde er auf seinem eigenen Label The Campus veröffentlichte.

## Diskografie (Auswahl)

### Advertising (Band)
- 1977: Lipstick – Single
- 1977: Stolen Love – Single
- 1978: Jingles – Album

### Solo-Alben
- 1981: Playtime
- 1983: The Inside Story
- 1986: Box-office Poison
- 1987: My Blue Period
- 1987: Menswear
- 1990: Music For The Left-Handed – mit Mick Bass
- 1997: Waterland

### Tot Taylor and the In-Group
- 2000: PopFolkJazz

### Songwriter, Komponist und Produzent
- 1983: Showpeople von Mari Wilson (Autor und Arrangeur als „Teddy Johns“)
- 1984: Shiver von Virna Lindt (Co-Autor/Co-Produzent)
- 1985: Play/Record von Virna Lindt (Co-Autor/Co-Produzent)
- Suburbia Suite von The Sound Barrier (Autor/Produzent)
- 1993: St Marks Place von World of leather (Produzent/Co-Autor)
- 1995: Jesus Christ Superstore von World of Leather (Produzent/Co-Autor)
- 1995: Bachology (Produzent)
- 1996: Maria Callous von Gretchen Hofner

### Theater
- Picasso’s Women (National Theatre) (Komponist)
- The Tempest (AJTC Theatre) (Komponist)
- Blood Royal (King‘s Head Theatre) (Komponist r)

### Film und Fernsehen
- 1987: Shatterer (Komponist)
- 1988: Macbeth
- 1999: The Early Travellers (Komponist/Produzent)

### Videospiele
- Batman: Dark Tomorrow (Komponist)